# Triality-Konzept
|  | Dieser Artikel wurde aufgrund wesentlicher Mängel auf der Qualitätssicherungsseite des Portal:Schifffahrt eingetragen. Artikel, die nicht signifikant verbessert werden, können gegebenenfalls gelöscht werden. Bitte hilf mit, die inhaltlichen Mängel dieses Artikels zu beseitigen, und beteilige dich an der Diskussion. |

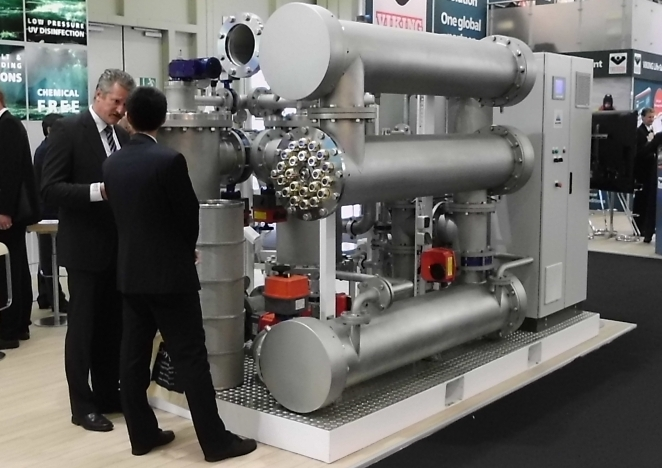
Anlage zur Ballastwasseraufbereitung

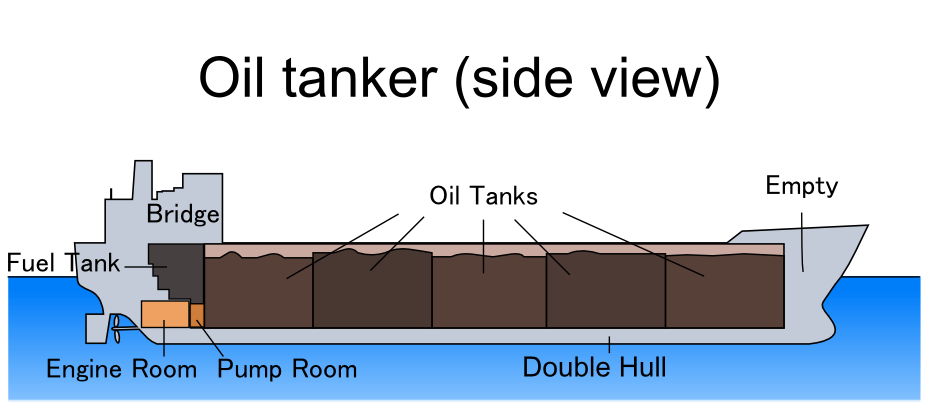
Schnitt eines Öltankers

Im Januar 2011 wurde das Konzept eines umweltfreundlichen Rohöltankers vorgestellt. In dieser Konzeptstudie wird der Tanker mit Flüssigerdgas angetrieben. Aufgrund der Konstruktion wird kein Ballastwasser benötigt, und die aus der Ladung austretende Gase und Dämpfe werden aufgefangen und genutzt. 

## Hintergrund
Die Konzeptstudie wurde von der Klassifikationsgesellschaft Det Norske Veritas (DNV) erstellt und veröffentlicht, um den Werften und Reedern Optimierungsmaßnahmen aufzuzeigen. 

## Geringere Antriebsleistung und niedrigere Emissionen
Verglichen mit einem heute üblichen VLCC-Öltanker soll der Antrieb durch die neuartige Formgebung und Konstruktion den Einsatz von zwei Dual-Fuel-Motoren rund 20 % (g/kWh) weniger Brennstoff verbrauchen und durch den Einsatz von LNG 30 % weniger Kohlendioxid ausgestoßen werden. Die Hilfsdiesel zum Antrieb der Generatoren sollen wie die zwei Hauptdiesel als Dual-Fuel-Motoren mit zwei Brennstoffen (LNG und Marine Gasöl [MGO]) arbeiten. Die dafür notwendigen LNG-Brennstofftanks wurden in dieser Konzeptstudie hinten an Deck, direkt vor dem Brückenhaus angeordnet. Der Hilfskessel verwendet als Brennstoff die Ladungsdämpfe, die während der Lade- und Rückreise austreten und gesammelt werden.

## Rückfahrt ohne Ballastwasser
Der komplette Verzicht von Ballastwasser, das heutige Tanker für die Leerfahrt benötigen, soll durch eine neue V-förmige Rumpfform zur Vermeidung von Seeschlag-Schäden und konstruktive Tankanordnung ermöglicht werden. Die Wahl von zwei Antriebsmotoren und zwei Propellern ermöglicht kleine Propellerdurchmesser, bei der Leerfahrt wird dadurch ein Austauchen der Propeller vermieden. 
Die durch das Ballastwasser-Übereinkommen der IMO vorgeschriebene Ballastwasserbehandlung durch eine Behandlungsanlage entfällt und spart somit Installationskosten. Der durch vermiedenes Ballastwasser geringere Tiefgang bei der Rückfahrt erfordert außerdem eine niedrigere Antriebsleistung, die den Treibstoffbedarf reduziert.

## Auswirkungen auf den Schiffbau
Als Gesamtkonzept konnte sich Triality nicht durchsetzen. Insbesondere problematisch sind sie Einhaltung des Sichtstrahls durch fehlende Möglichkeiten der Trimmung im leeren Beladungszustand. Ferner sinkt durch den Einsatz kleinerer Propeller die Antriebseffizienz. Bestehende Bauvorschriften fordern weiterhin die Konstruktion von Doppelhüllenschiffen aus Sicherheitsgründen. Dies beugt gleichzeitig dem Auskühlen und Erstarren der Ladung besser vor, da die leere Doppelhülle den Wärmetransport durch den Stahl in Richtung Seewasser besser dämmt. Lediglich die Nutzung von LNG als Brennstoff für Schiffe hat einen breiteren Einzug in den Schiffbau gefunden. 

## Bilder
- http://production.presstogo.com/mars/com67.internetShow?p_inst_id=2533659&p_obt_id=276344
- http://production.presstogo.com/mars/com67.internetShow?p_inst_id=2533659&p_obt_id=276343